# Madagaszkár hadereje
A Madagaszkári Fegyveres Erők (franciául: Forces armées de Madagascar, malgasul: Tafika Malagasy) Madagaszkár nemzeti hadserege. A fegyveres erők 2012-ben egy 12 500+ fős hadsereget, egy 500 fős haditengerészetet és egy 500 fős légierőt tartalmazott. A fegyveres erők részt vettek a 2009-es madagaszkári politikai válságban. A második világháború alatt a madagaszkári csapatok Franciaországban, Marokkóban és Szíriában harcoltak.

## Története

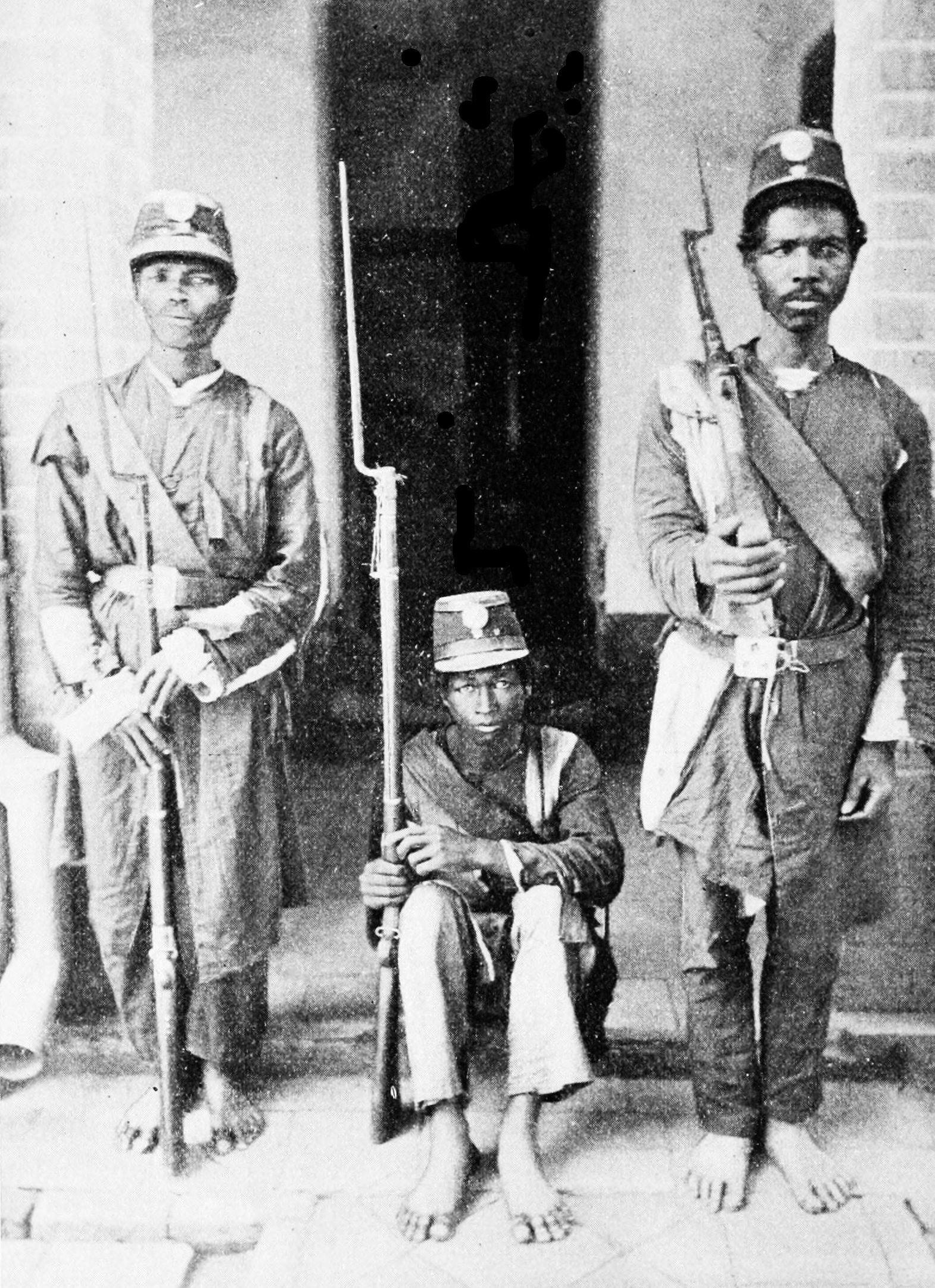
Madagaszkári katonák 1895-ben.

A szakalava, merina és más etnikai csoportok központosított királyságainak felemelkedése létrehozta a sziget első állandó hadseregeit, amelyek először lándzsákkal, de később muskétákkal, ágyúkkal és egyéb lőfegyverekkel voltak felszerelve. Ralambo király (1575–1612) maroknyi fegyverrel állította fel az első állandó hadsereget a hegyvidéki Imerina Királyságban, bár legalább két évszázadon át a szakalavák seregei sokkal nagyobbak és jobban felszereltek voltak, és több ezer muskétával rendelkeztek, amelyeket elsősorban kereskedelemből szereztek be európai partnerekkel. A 19. század elejére azonban az Imerinai Királyság hadserege a sziget nagy részét merina ellenőrzés alá tudta vonni.
Ranavalona merina királynő elődeihez hasonlóan a fanampoana hagyományát (adó helyett az uralkodónak járó szolgálat) használta fel, hogy Imerina lakosságának jelentős részét katonai szolgálatra hívja be, lehetővé téve a királynő számára, hogy állandó hadsereget állítson fel, amelynek becsült létszáma 20 000-30 000 fő volt. A 19. század végére a Madagaszkár gyarmatosítására irányuló francia törekvések egyre nagyobb lendületet kaptak, ami arra késztette a brit zsoldosokat, hogy kiképzést biztosítsanak a királynő hadseregének a francia csapatok visszaverésére. Madagaszkárt 1896-ban gyarmatosították a franciák, és a második világháború alatt több mint 46 000 madagaszkári katonát szállítottak a harcterekre, akik közül több mint 2000 vesztette életét Franciaországért harcolva.
Madagaszkár 1960-ban nyerte el politikai függetlenségét és szuverenitását katonasága felett. Ettől kezdve Madagaszkár soha nem vett részt fegyveres konfliktusban, sem más állam ellen, sem saját határain belül. A madagaszkári fegyveres erők elsősorban békefenntartó szerepet töltöttek be. A katonaság azonban időnként közbelépett a rend helyreállítása érdekében a politikai zavargások időszakában. Amikor Philibert Tsiranana elnök 1972-ben kénytelen volt lemondani, egy katonai direktórium biztosította az ideiglenes kormányt, mielőtt kinevezte volna a saját jelöltjét, Didier Ratsirakát, hogy az országot szocialista Második Köztársaságként vezesse. Kötelezővé tették a fegyveres vagy közszolgálati szolgálatot minden fiatal állampolgár számára, nemre való tekintet nélkül. A többséget a közszolgálatba irányították, beleértve a szocialista szovjet mintán alapuló mezőgazdasági és vidékfejlesztési oktatási programokat. Ratsiraka a katonaság egyes elemeit is mozgósítja a fegyvertelen tüntetők megfékezésére, alkalmanként erőszakos eszközökkel. 1989-ben fegyvertelen tüntetőkre lőttek, ez volt a fő okozója 1992-es demokratikus Harmadik Köztársaságba való átmenetnek. A katonaság nagyrészt semleges maradt a hivatalban lévő Ratsiraka és a kihívó Marc Ravalomanana közötti elhúzódó ellentét során, a vitatott 2001-es elnökválasztáson. Ezzel szemben 2009-ben a hadsereg egy része átpártolt Andry Rajoelina, Antananarivo akkori polgármestere oldalára, hogy támogassa Ravalomanana elnök hatalomból való kikényszerítését.
2010-ben a madagaszkári katonaság a Nemzeti Csendőrség 8100 katonájából és a fegyveres erők 13 500 tagjából áll. A Nemzetközi Stratégiai Tanulmányok Intézete 2010. évi katonai mérlege szerint ez utóbbi 12 500 fős hadsereget, 500 fős haditengerészetet és 500 fős légierőt foglal magában, míg a CIA Factbook szerint a fegyveres erők az Intervention Force-ből állnak. A katonai szolgálat önkéntes, és a 18 és 25 év közötti férfiakra korlátozódik; minden nemű állampolgárnak legalább 18 hónapig katonai vagy közszolgálati szolgálatot kell teljesítenie. A naprakész népszámlálási adatok hiánya miatt azonban ez a követelmény jelenleg nem érvényesül. A csendőrség 20 és 30 év közötti madagaszkári állampolgárokat vesz fel (vagy 35 év közötti, ha az újonc előzetes katonai szolgálatot teljesített). A katonai kiadások a GDP alig több mint egy százalékát tették ki. Ravalomanana idején a katonai kiadások megduplázódtak a 2006-os 54 millió dollárról 2008-ban 103 millió dollárra.

## Fegyveres erők létszáma
- Aktív: 13 500 fő

## Szárazföldi erők
Létszám
12 000 fő
Állomány
- 2 gyalogos zászlóalj
- 1 műszaki ezred

### Felszerelés
| Név                    | Kép              | Kaliber          | Típus                 | Származás                 |
| Maroklőfegyverek       | Maroklőfegyverek | Maroklőfegyverek | Maroklőfegyverek      | Maroklőfegyverek          |
| ---------------------- | ---------------- | ---------------- | --------------------- | ------------------------- |
| TT-33                  |                  | 7.62×25mm        | Félautomata pisztoly  | Szovjetunió               |
| Makarov PM             |                  | 9×18mm           | Félautomata pisztoly  | Szovjetunió               |
| MAC 50                 |                  | 9×19mm           | Félautomata pisztoly  | Franciaország             |
| Walther PP             |                  | .25 ACP          | Félautomata pisztoly  | Németország               |
| M1911                  |                  | .45 ACP          | Félautomata pisztoly  | Amerikai Egyesült Államok |
| Géppisztolyok (SMG)    |                  |                  |                       |                           |
| Uzi                    |                  | 9×19mm           | Géppisztoly           | Izrael                    |
| MAT-49                 |                  | 9×19mm           | Géppisztoly           | Franciaország             |
| Puskák                 |                  |                  |                       |                           |
| SKS                    |                  | 7.62×39mm        | Félautomata puska     | Szovjetunió               |
| AKM                    |                  | 7.62×39mm        | Gépkarabély           | Szovjetunió               |
| AK-74                  |                  | 5.45×39mm        | Gépkarabély           | Szovjetunió               |
| MPi-KM                 |                  | 7.62×39mm        | Gépkarabély           | Németország               |
| Type 63                |                  | 7.62×39mm        | Gépkarabély           | Kína                      |
| Type 56                |                  | 7.62×39mm        | Gépkarabély           | Kína                      |
| MAS-36                 |                  | 7.5×54mm         | Csigás puska          | Franciaország             |
| MAS-49                 |                  | 7.5×54mm         | Félautomata puska     | Franciaország             |
| Géppuskák              |                  |                  |                       |                           |
| KPV                    |                  | 14.5×114mm       | Géppuska              | Szovjetunió               |
| DShK                   |                  | 12.7×108mm       | Géppuska              | Szovjetunió               |
| AA-52                  |                  | 7.5×54mm         | Géppuska              | Franciaország             |
| Browning M1919         |                  | 7.62×51mm        | Géppuska              | Amerikai Egyesült Államok |
| Browning M2            |                  | .50 BMG          | Géppuska              | Amerikai Egyesült Államok |
| Páncéltörő gránátvetők |                  |                  |                       |                           |
| RPG-2                  |                  | 40mm             | Páncéltörő gránátvető | Szovjetunió               |
| RPG-7                  |                  | 40mm             | Páncéltörő gránátvető | Szovjetunió               |
| LRAC F1                |                  | 89mm             | Páncéltörő rakétavető | Franciaország             |

| Név   | Kép | Kaliber | Típus      | Származás                 |
| ----- | --- | ------- | ---------- | ------------------------- |
| M40A1 |     | 106mm   | Páncéltörő | Amerikai Egyesült Államok |

| Név     | Kép | Típus              | Származás        | Mennyiség | Státusz |
| ------- | --- | ------------------ | ---------------- | --------- | ------- |
| ZPU     |     | Légvédelmi gépágyú | Szovjetunió      | 50        | Aktív   |
| Type 55 |     | Légvédelmi gépágyú | Szovjetunió Kína | 20        | Aktív   |

| Név                         | Kép       | Típus     | Származás                 | Mennyiség  | Státusz   |
| Aknavetők                   | Aknavetők | Aknavetők | Aknavetők                 | Aknavetők  | Aknavetők |
| --------------------------- | --------- | --------- | ------------------------- | ---------- | --------- |
| M-37                        |           | Aknavető  | Szovjetunió               | Ismeretlen | Aktív     |
| PM-43                       |           | Aknavető  | Szovjetunió               | 8          | Aktív     |
| Vontatott tüzérségi lövegek |           |           |                           |            |           |
| M101                        |           | Tarack    | Amerikai Egyesült Államok | 5          | Aktív     |
| D-30                        |           | Tarack    | Szovjetunió               | 12         | Aktív     |

| Név   | Kép | Típus            | Származás   | Mennyiség | Státusz |
| ----- | --- | ---------------- | ----------- | --------- | ------- |
| PT-76 |     | Könnyű harckocsi | Szovjetunió | 12        | Aktív   |

| Név           | Kép | Típus                              | Származás                 | Mennyiség | Státusz |
| ------------- | --- | ---------------------------------- | ------------------------- | --------- | ------- |
| BRDM-2        |     | Kétéltű páncélozott felderítőjármű | Szovjetunió               | 35        | Aktív   |
| Ferret Mk.1/1 |     | Páncélozott felderítőjármű         | Egyesült Királyság        | 10        | Aktív   |
| UR-416        |     | Páncélozott szállító               | Németország               | 5         | Aktív   |
| M8 Greyhound  |     | Páncélozott jármű                  | Amerikai Egyesült Államok | 8         | Aktív   |

## Légierő

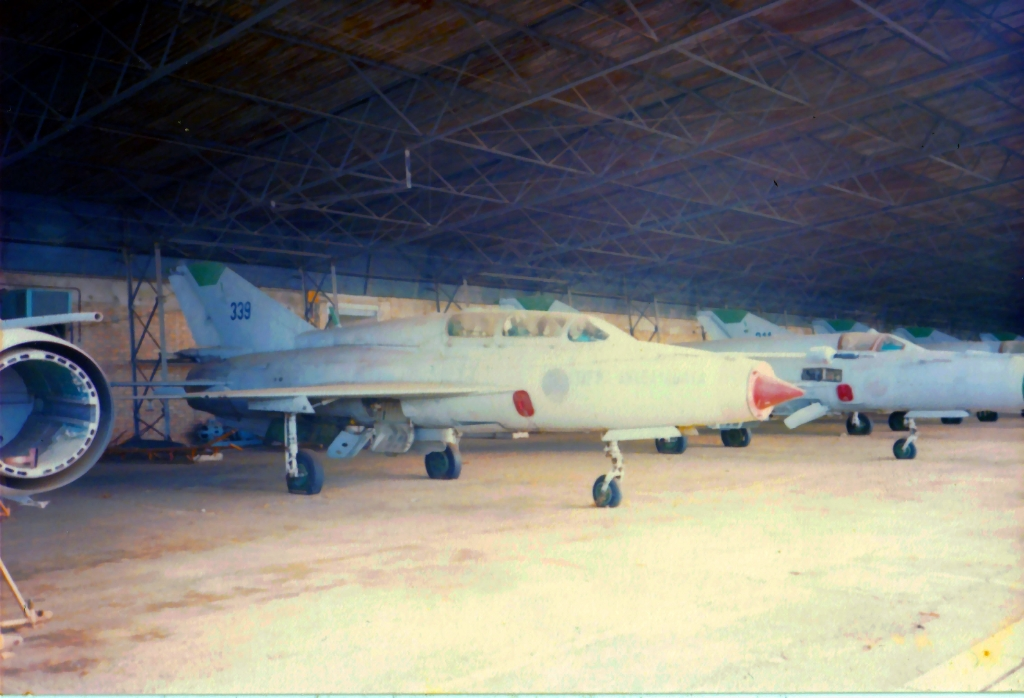
A madagaszkári légierő MiG-21-ese.

Madagaszkár 2012 körül számos MiG-21-est, MI-8-ast, C-47 Dakota-t és An-26-ot leselejtezett.

A Madagaszkári Légierő felségjelzése

Létszám
600 fő
Felszerelés
| Repülőgép                 | Származás                 | Típus                    | Verziók           | Szolgálatban |
| ------------------------- | ------------------------- | ------------------------ | ----------------- | ------------ |
| Cessna 172 Skyhawk        | Amerikai Egyesült Államok | Elsődleges oktató repülő | 172M              | 4            |
| Cessna 337 Skymaster      | Amerikai Egyesült Államok |                          |                   | 2            |
| Aero Synergie J300 Joker  | Franciaország             | Oktató repülő            |                   | 2            |
| Humbert Tétras            | Franciaország             |                          |                   | 1            |
| Piper Aztec               | Amerikai Egyesült Államok | Kommunikáció             | PA-23-250 Aztec D | 1            |
| Eurocopter AS350 Écureuil | Franciaország             | Többcélú helikopter      | AS350B2           | 5            |
| MBB/Kawasaki BK 117       | Németország / Japán       | Többcélú helikopter      |                   | 1            |

## Haditengerészet
Létszám
900 fő

### Felszerelés
| Osztály                                                          | Típus                | Származás                 | Szolgálatban        | Jegyzetek                                                       | Kép |
| ---------------------------------------------------------------- | -------------------- | ------------------------- | ------------------- | --------------------------------------------------------------- | --- |
| Engin de débarquement d'infanterie et de chars (LOA 59,00 méter) | Partraszálló bárka   | Franciaország             | - Aina Vao Vao      | 2x20 mm-es ágyúval és 81mm-es aknavető puskával felfegyverkezve |     |
| Chamois osztályú járőrhajó (LOA 41.0 méter)                      | Vontatóhajó          | Franciaország             | - Matsilo           | 2x12,7mm-es géppuskával felfegyverkezve Jelenleg nem üzemképes  |     |
| 30 méteres vontatóhajó                                           | Vontatóhajó          | Madagaszkár               | - RC Trozona        | 12,7mm-es géppuskákkal felfegyverkezve                          |     |
| 26 méteres járőrhajó                                             | Part menti járőrhajó | Kína                      | - Tselatra - Malaky | 1x12,7 mm-es géppuskával felfegyverkezve                        |     |
| SAR hajó (13 méter)                                              | Járőrhajó            | Amerikai Egyesült Államok | - V11-16            | 1x12,7 mm-es géppuskával felfegyverkezve                        |     |

### Haditengerészeti zászlók

2:3 A hadsereg vezérkari főnökének zászlaja dandártábornoki rangban
2:3 A hadsereg vezérkari főnökének zászlaja hadosztálytábornoki rangban
1:2 A Haditengerészeti Légierő Vezérkar főnökének zászlója komondor vagy annál alacsonyabb beosztásban
1:2 A haditengerészeti légierő vezérkarának főnökének zászlója ellentengernagyi rangban
1:2 A Tengerészeti Légierő Vezérkar főnökének zászlója altengernagyi rangban
1:2 Egy haditengerészeti csoport parancsnokának zászlója
1:2 Egy haditengerészeti bázis parancsnokának zászlója
1:20 Árbóczászló

## Fordítás
- Ez a szócikk részben vagy egészben  a Madagascar People's Armed Forces című angol Wikipedia-szócikk ezen változatának fordításán alapul.  Az eredeti cikk szerkesztőit annak laptörténete sorolja fel. Ez a jelzés csupán a megfogalmazás eredetét jelzi, nem szolgál a cikkben szereplő információk forrásmegjelöléseként.